# Dicranum yezomontanum
Dicranum yezomontanum là một loài rêu trong họ Dicranaceae. Loài này được Nog. mô tả khoa học đầu tiên năm 1952.